# Pauah Sangik
Pauah Sangik is een bestuurslaag in het regentschap Lima Puluh Kota van de provincie West-Sumatra, Indonesië. Pauah Sangik telt 1162 inwoners (volkstelling 2010).